# El Monte (Kalifornia)
El Monte város az USA Kalifornia államában, Los Angeles megyében. Lakosainak száma 109 450 fő (2020. április 1.).

## Népesség
A település népességének változása:
| Lakosok száma | 1283 | 113 475 | 109 450 |
|               | 1920 | 2010    | 2020    |